# Porto dos Gaúchos
Porto dos Gaúchos là một đô thị thuộc bang Mato Grosso, Brasil. Đô thị này có diện tích 7011,545 km², dân số năm 2007 là 6001 người, mật độ 0,86 người/km².